# Mantella aurantiaca
La mantella dorada (Mantella aurantiaca)  es una especie de anfibio anuro propia de Madagascar. Es muy parecida a las ranas flechas venenosa debido a su pequeño tamaño (25 mm) y a su coloración brillante amarilla rojiza. 
Es tóxica. Es activa de día y busca pequeños animales invertebrados, en el suelo del bosque. En la temporada de reproducción, los adultos se aparean en tierra y las hembras ponen sus huevos bajo la hojarasca húmeda. Esta rana está amenazada por la deforestación.